# Alzines Reclamadores de Torre Simona
Les Alzines Reclamadores de Torre Simona (Quercus ilex ilex) és una alzina que es troba a Mont-ras (el Baix Empordà).

## Dades descriptives
- Perímetre del tronc a 1,30 m: 2,82 m (I) i 4,73 m (II).
- Perímetre de la base del tronc: 3,69 m (I) i 3,70 m (II).
- Alçada: 20,98 m.
- Amplada de la capçada: 29,5 m.
- Altitud sobre el nivell del mar: 58 m.[1]

## Entorn
Es troba dins d'una finca en què hi ha com a element estel·lar la torre medieval de defensa Torre Simona, l'arquitectura de restauració de la qual és de l'arquitecte Pericot. La vegetació que acompanya l'arbre és una mescla de flora espontània i ornamental: blet blanc, lletsó, orenga, dent de lleó, pastanaga borda, rogeta, clívia, esparreguera boscana, heura, esbarzer, iuca, xiprer en tanca, marfull, boix, pitòspor, llor, arbre de Júpiter, tell de fulla petita i teix.

## Aspecte general
Té bon estat de salut i irradia vitalitat. Com que gaudeix de reg permanent i de l'aportació regular de nutrients, pròpia de la cura del jardí, l'alzina mostra una extrema plenitud i ufana des de les branques que es repengen a terra fins a les puntes de creixement.

## Curiositats
Tot i ser anomenades en plural, es tracta realment d'un sol individu. El propietari va soterrar la soca aproximadament un metre per por que les ventades pròpies del Baix Empordà la tombessin. Des d'aleshores han quedat a la vista dos grans troncs, els quals semblen dos peus individuals d'alzines diferents (però realment són dos grans braços o troncs del mateix peu). Encara que l'alzina sigui a l'interior de la finca, els propietaris i masovers no tenen cap problema en què sigui visitat.

## Accés
Anant per la carretera C-31 i una mica abans del quilòmetre 330, trenquem a la dreta i ens dirigim a la urbanització Torre Simona, en direcció a les pistes de tennis, fins a la Torre Simona (monument declarat d'interès). Per accedir-hi s'ha de demanar permís a la finca a la qual pertany. Si aconseguim entrar a la finca, toparem amb l'alzina, que és a pocs metres de la torre. Si no podem entrar, podrem observar l'arbre des de l'exterior de la propietat. GPS 31T 0512403 4638418.